# Villarbasse
Villarbasse is een gemeente in de Italiaanse provincie Turijn (regio Piëmont) en telt 2894 inwoners (31-12-2004). De oppervlakte bedraagt 10,4 km², de bevolkingsdichtheid is 278 inwoners per km².

## Demografie
Villarbasse telt ongeveer 1170 huishoudens. Het aantal inwoners steeg in de periode 1991-2001 met 3,8% volgens cijfers uit de tienjaarlijkse volkstellingen van ISTAT.
| Jaar | Inwoneraantal |
| ---- | ------------- |
| 1991 | 2711          |
| 2001 | 2814          |

## Geografie
Villarbasse grenst aan de volgende gemeenten: Rivoli, Rosta, Reano, Rivalta di Torino, Sangano.